# Batalha de Zappolino
A Batalha de Zappolino foi a única batalha da Guerra do Balde de Carvalho (1325-1337), travada em 1325 entre forças representando as cidades-estados da Bolonha e Módena, na Península Itálica, a Guerra do Balde, leva este nome por conta de como ela começou, em 1325, soldados de Módena invadiram Bolonha e roubaram um balde, isto enfureceu alguns moradores de Bolonha, que declararam guerra a Módena. A batalha e a guerra tiveram vitória de Módena. Vale lembrar que já haviam outros conflitos fronteiriços entre Módena e Bolonha, e eles estavam apenas aumentando, alguns historiadores acreditam que a Batalha de Zappolino foi apenas uma parte de outros conflitos entre Módena e Bolonha.

## A Batalha
A batalha envolveu cerca de 4.000 cavaleiros e cerca de 35.000 soldados de infantaria e 2.000 homens perderam suas vidas. O local da batalha é hoje em dia uma fração comunal do município de Castello di Serravalle, Emília-Romanha. Os Modeneses fizeram uma série de ataques às linhas da Bolonha, após algumas horas, perto do anoitecer, os bolonheses perderam a batalha. Módena após isso, invadiram os castelos de Bolonha e destruíram os castelos de Zola, Crespellano, Samoggia, Anzola, Castelfranco, Chiusa del Reno e Piumazzo. eles também avançaram até as muralhas da Bolonha.

## Após a batalha
Após a batalha, Monteveglio e outros castelos foram anexados à Módena, porém, em janeiro do ano seguinte, os acordos de paz da Guerra do Balde de Carvalho causaram a devolução de Monteveglio e outros castelos à Bolonha novamente.